# Helga Schmucker
Helga Schmucker, geb. Boustedt (* 1901 in Livland; † 1990 in München), war eine deutsche Wirtschaftswissenschaftlerin und Hochschullehrerin.

## Leben
In St. Petersburg besuchte sie eine deutsche Kirchenschule, musste aber nach dem Ende des Ersten Weltkrieges ihre Heimatstadt verlassen. Das Studium der Volkswirtschaftslehre setzte sie in München fort. Hier wurde Schmucker mit der Dissertation „Die Preisbildung in Sowjetrußland“ 1928 bei Adolf Weber promoviert. Es schlossen sich verschiedene praktische Tätigkeiten in Leipzig und Berlin an, bevor sie 1932 einen Forschungsauftrag der Notgemeinschaft der deutschen Wissenschaften erhielt. Die osteuropäische Wirtschaftsforschung führte sie in Königsberg fort, wo sie von 1934 bis 1945 mit der wissenschaftlichen Leitung des Wirtschaftsinstituts für Russland und die Oststaaten betraut war und ab 1941 zugleich im Institut für Ostforschung der Albertus-Universität Königsberg mitarbeitete. Nach ihrer Flucht nach München lehnte sie eine weitere Betätigung auf diesem Feld unter Weber ab und wechselte zur Statistik. Nach 1946 war sie am Bayerischen Statistischen Landesamt als Referentin tätig. Sie habilitierte sich 1957 in der Volkswirtschaftslehre bei Oskar Anderson.
Sie war 1964 mit dem Ruf auf die Professur der Wirtschafts- und Arbeitslehre des Haushalts der Justus-Liebig-Universität Gießen am 1962/63 gegründeten „Institut für Wirtschaftslehre des Haushalts und Verbrauchsforschung“ die erste Professorin für Haushaltswissenschaften in der BRD. Dort half sie, den ersten universitären Studiengang der Ökotrophologie (Haushalts- und Ernährungswissenschaften) zu etablieren. 1969 wurde sie emeritiert. Ihre Nachfolgerin war Rosemarie von Schweitzer.
Ab 1959 war sie 20 Jahre lang Mitglied im Wissenschaftlichen Beirat für Familienfragen beim Bundesministerium für Jugend, Familie und Gesundheit.

## Familie
Ihr Vater Georg Boustedt war Deutschbalte; als Chemiker war er von 1907 bis 1917 in St. Petersburg tätig. Ihr Bruder Olaf Boustedt (1912–1995) war Professor (Geographie, Raumordnung) in München. Sie war mit dem Maler Hannes Schmucker verheiratet.

## Schriften (Auswahl)
Bibliographien sind in Heft 15 (1980), S. 355–357 und Heft 16 (1981), S. 259–263 der Reihe Beiträge zur Ökonomie von Haushalt und Verbrauch enthalten.
- Die ökonomische Lage der Familie in der Bundesrepublik Deutschland. Tatbestände und Zusammenhänge (= Soziologische Gegenwartsfragen. Neue Folge, Band 12), Enke: Stuttgart 1961.
- Die Frau in Zahlen (= Schaubilderheft des Bayerischen Statistischen Landesamtes, Heft 14), Statistisches Landesamt: München 1965.
- Studien zur empirischen Haushalts- und Verbrauchsforschung (= Beiträge zur Ökonomie von Haushalt und Verbrauch, Heft 15), Duncker und Humblot: Berlin 1980, ISBN 978-3-428-04657-7